# Kraunhia australis
Kraunhia australis là một loài thực vật có hoa trong họ Đậu. Loài này được (F. Muell.) Greene mô tả khoa học đầu tiên năm 1891.